# Јованка Радичевић
Јованка Радичевић (Титоград 23. октобар 1986) је црногорска рукометна репрезентативка која игра на позицији десног крила, тренутно је чланица ЖРК Кастамону.
Играчку каријеру је започела у подгоричкој Будућности 2004. године. Све до одласка у мађарски Ђер је седам година за редом освајала првенство и куп Црне Горе. Два пута је освајала Куп победника купова (2006. и 2010. године). Са истим клубом је играла и полуфинале Лиге шампиона за сезону 2010/11.
Након те сезоне прелази у мађарски Ђер где у две сезоне осваја мађарско првенство и куп, а у два наврата игра финале Лиге шампиона. 2012. године су изгубиле у финалу, док су наредне године рукометашице Ђера освојиле Лигу шампиона.
Од 2013. године наступа за македонски Вардар са којим је у сезони 2013/14 стигла до полуфинала Лиге шампиона, а уједно је изабрана у идеални тим тог такмичења.
Са репрезентацијом Црне Горе је највише успеха имала током 2012. године када је освојила сребрну медаљу на олимпијским играма у Лондону, а касније те године и европско првенство које је одржано у Србији. Јованка је на том европском првенству проглашена за најбоље десно крило првенства.

## Појединачне награде
- Најбоље десно крило на Европском првенству 2012. године
- Члан идеалног тима Лиге шампиона за 2014. годину.
- Најбоље десно крило на светском првенству 2019. године